# Polycauliona
Polycauliona es un género de hongos formadores de líquenes de la familia Teloschistaceae.

## Especies
- Polycauliona antarctica (Vain.) C.W.Dodge (1973)
- Polycauliona ascendens (S.Y.Kondr.) Frödén, Arup & Søchting (2013)
- Polycauliona austrogeorgica C.W.Dodge (1971)
- Polycauliona bolacina (Tuck.) Arup, Frödén & Søchting (2013)
- Polycauliona brattiae (W.A.Weber) Arup, Frödén & Søchting (2013)
- Polycauliona candelaria (L.) Frödén, Arup & Søchting (2013)
- Polycauliona charcotii Hue (1909)
- Polycauliona citrina C.W.Dodge (1948)
- Polycauliona coralligera Hue (1908)
- Polycauliona coralloides (Tuck.) Hue (1909)
- Polycauliona fruticulosa (Darb.) Hue (1909)
- Polycauliona impolita (Arup) Arup, Frödén & Søchting (2013)
- Polycauliona inconspecta (Arup) Arup, Frödén & Søchting (2013)
- Polycauliona johnstonii C.W.Dodge (1948)
- Polycauliona kaernefeltii (S.Y.Kondr., D.J.Galloway & Goward) Frödén, Arup & Søchting (2013)
- Polycauliona leechii C.W.Dodge (1968)
- Polycauliona luctuosa Hue (1915)
- Polycauliona murrayi C.W.Dodge (1965)
- Polycauliona polycarpa (Hoffm.) Frödén, Arup & Søchting (2013)
- Polycauliona prostrata (Hue) C.W.Dodge (1973)
- Polycauliona pulvinata C.W.Dodge & G.E.Baker (1938)
- Polycauliona regalis (Vain.) Hue (1908)
- Polycauliona rhopaloides Hue (1909)
- Polycauliona sparsa C.W.Dodge & G.E.Baker (1938)
- Polycauliona stellata (Wetmore & Kärnefelt) Arup, Frödén & Søchting (2013)
- Polycauliona tenax (L.Lindblom) Frödén, Arup & Søchting (2013)
- Polycauliona tenuiloba (L.Lindblom) Frödén, Arup & Søchting (2013)
- Polycauliona thamnodes (Poelt) Arup, Frödén & Søchting (2013)
- Polycauliona theloschistoides (Zahlbr.) C.W.Dodge (1971)
- Polycauliona ucrainica (S.Y.Kondr.) Frödén, Arup & Søchting (2013)